# Javier del Pino
Javier del Pino (Madrid, 1964) es un periodista español que dirige y presenta el programa de radio A vivir que son dos días de la Cadena SER.

## Biografía
Licenciado en Ciencias de la Información y Diplomado en Filología Inglesa, Traducción e Interpretación. Entró a trabajar en la Cadena SER en 1988. Trabajó en Hora 14, fue enviado especial a la guerra de Irak en 1991 y a las elecciones presidenciales en Estados Unidos de 1992. Dirigió el informativo Hora 20 y fue subdirector de Hora 25, dirigido por Carlos Llamas; hasta que en 1997 fue nombrado corresponsal permanente de la Cadena SER y colaborador del diario El País en Washington D. C., puesto en el que permaneció quince años y desde el que cubrió todos los grandes acontecimientos que se sucedieron en ese periodo en ese país, desde el escándalo Lewinsky hasta el empate electoral entre George Bush y Al Gore, el 11-S, Katrina o la victoria de Barack Obama.
En septiembre de 2012 regresó a España para hacerse cargo de la dirección y presentación de A vivir que son dos días. A partir de 2014, A Vivir se convierte en el segundo programa más escuchado de la radio española. En junio de 2016 A vivir obtiene el mejor resultado de audiencia en 28 años de historia, con 2 250 000 oyentes en su edición de los sábados.

## Premios
- Antena de Oro 2014 en reconocimiento a su trabajo en la radio.
- Premio Liber 2014 a A vivir por su contribución al fomento de la lectura.
- Premio Ondas 2015 por A vivir que son dos días como mejor programa de radio.
- Premio Internacional de Periodismo Rey de España 2019 por Vidas Enterradas, el serial de A Vivir sobre la memoria histórica.
- Premio de Periodismo Cirilo Rodríguez.[6] 2008 por su labor de corresponsal.